# Passerina ciris
El azulillo sietecolores (Passerina ciris) también conocido como azulillo pintado, azulito multicolor, colorín sietecolores, mariposa o pape arcoíris, es una especie de ave paseriforme de la familia Cardinalidae propia del sur y sureste de Norteamérica.
Esta especie presenta un marcado dimorfismo sexual. El macho del azulillo pintado es una de las aves más bellas de América del Norte. Presenta un hermoso plumaje multicolor, con una cabeza azul, espalda verde, y pecho y vientre rojos que lo hace muy fácil de identificar. Además su canto es un gorjeo agradable, por estos rasgos resulta un pájaro de jaula popular. El plumaje de la hembra y los polluelos es de un color verde amarillento, lo cual sirve como camuflaje en los bosques. 
Los azulillos pintados son principalmente monógamos y viven solos o en pares durante la temporada de reproducción. Son tímidos y a veces difíciles para ver. Los machos suelen cantar de perchas expuestas y brincar sobre la tierra. Se alimentan de semillas, insectos, y orugas. 
Se extiende por el sur y sureste de los Estados Unidos y el noreste de México. La zona de reproducción incluye Texas, Oklahoma, Arkansas, Georgia, Florida y Luisiana. Las poblaciones en la costa oriental de  están declinando a causa de la urbanización.